# Coprococcus comes
Coprococcus comes es una bacteria grampositiva del género Coprococcus. Fue descrita en el año 1974. Su etimología hace referencia a compañía. Es anaerobia estricta e inmóvil. Crece en forma individual, en parejas o en cadenas entre 4-20 células. Tiene un tamaño de 1,6-2,3 μm. Forma colonias circulares, convexas, lisas y blancas. Temperatura de crecimiento óptima de 37 °C. Se ha aislado de heces humanas. 